# Nenê (football, 1975)
Pour les articles homonymes, voir Nene.
Fábio Camilo de Brito, plus communément appelé Nenê est un footballeur brésilien né le 6 juin 1975.